# シリータ・ライト
シリータ・ライト (Syreeta Wright、1946年2月28日-2004年7月6日）はアメリカ合衆国のソウルシンガー。ソロ活動においてはファースト・ネームのシリータ名義で活動していた。

## 来歴
ペンシルベニア州ピッツバーグで生まれ、ミシガン州デトロイトで育つ。その間、ライト家では父親が朝鮮戦争に出征したり、デトロイトとサウスカロライナ州とを往き来したりで、シリータの高校入学時からデトロイトに定着するするようになる。モータウンでバックアップシンガーとして活動していた折にスティーヴィー・ワンダーと出会い、1970年に結婚。1972年にワンダーのプロデュースによるデビュー・アルバム『シリータ』を発表するが、この年にはワンダーと離婚している。1974年には、再びワンダーのプロデュースによるアルバム『スティーヴィー・ワンダー・プレゼンツ・シリータ』を発表し、同アルバムの収録曲「コーズ・ウィヴ・エンデッド・アズ・ラヴァーズ」は、後にジェフ・ベックによるインストゥルメンタル・ヴァージョンが広く知られるようになる。
1977年、リオン・ウェアのプロデュースによる3年ぶりのアルバム『ワン・トゥ・ワン』を発表。また、マイゼル兄弟がプロデュースしたゲイリー・バーツのアルバム『ミュージック・イズ・マイ・サンクチュアリ』にもゲスト参加した。
1979年公開の映画『ザ・ドロッパーズ』のサウンドトラックではビリー・プレストンと共演し、同作から「ウィズ・ユー・アイム・ボーン・アゲイン」が大ヒットした。プレストンとはその後も共演を重ねる。1983年のアルバム『The Spell』を最後に一度引退するが、1980年代末期のイギリスで初期の作品が再評価されたことから音楽活動を再開し、イギリスのレーベル「モーターシティ」からシングルをリリースしている。
2004年7月6日、乳癌と骨腫瘍のために受けていた化学療法と放射線治療の副作用であるうっ血性心不全により死去。

## ディスコグラフィ

### スタジオ・アルバム
- 『シリータ』 - Syreeta (1972年)
- 『スティーヴィー・ワンダー・プレゼンツ・シリータ』 - Stevie Wonder Presents Syreeta (1974年)
- 『ワン・トゥ・ワン』 - One To One (1977年)
- 『リッチ・ラヴ、プア・ラヴ』 - Rich Love Poor Love (1977年) ※with G.C.キャメロン
- Fast Break (1979年) ※映画『ザ・ドロッパーズ』サントラ with ビリー・プレストン
- 『シリータ』 - Syreeta (1980年)
- 『セット・マイ・ラヴ・イン・モーション』 - Set My Love in Motion (1981年)
- 『ビリー・プレストン&シリータ』 - Billy Preston & Syreeta (1981年) ※with ビリー・プレストン
- The Spell (1983年)
- 『ウィズ・ユー』 - With You I'm Born Again (1990年) ※日本のみリリース